# Solarino
Solarino is een gemeente in de Italiaanse provincie Syracuse (regio Sicilië) en telt 7268 inwoners (31-12-2004). De oppervlakte bedraagt 13,0 km², de bevolkingsdichtheid is 559 inwoners per km².

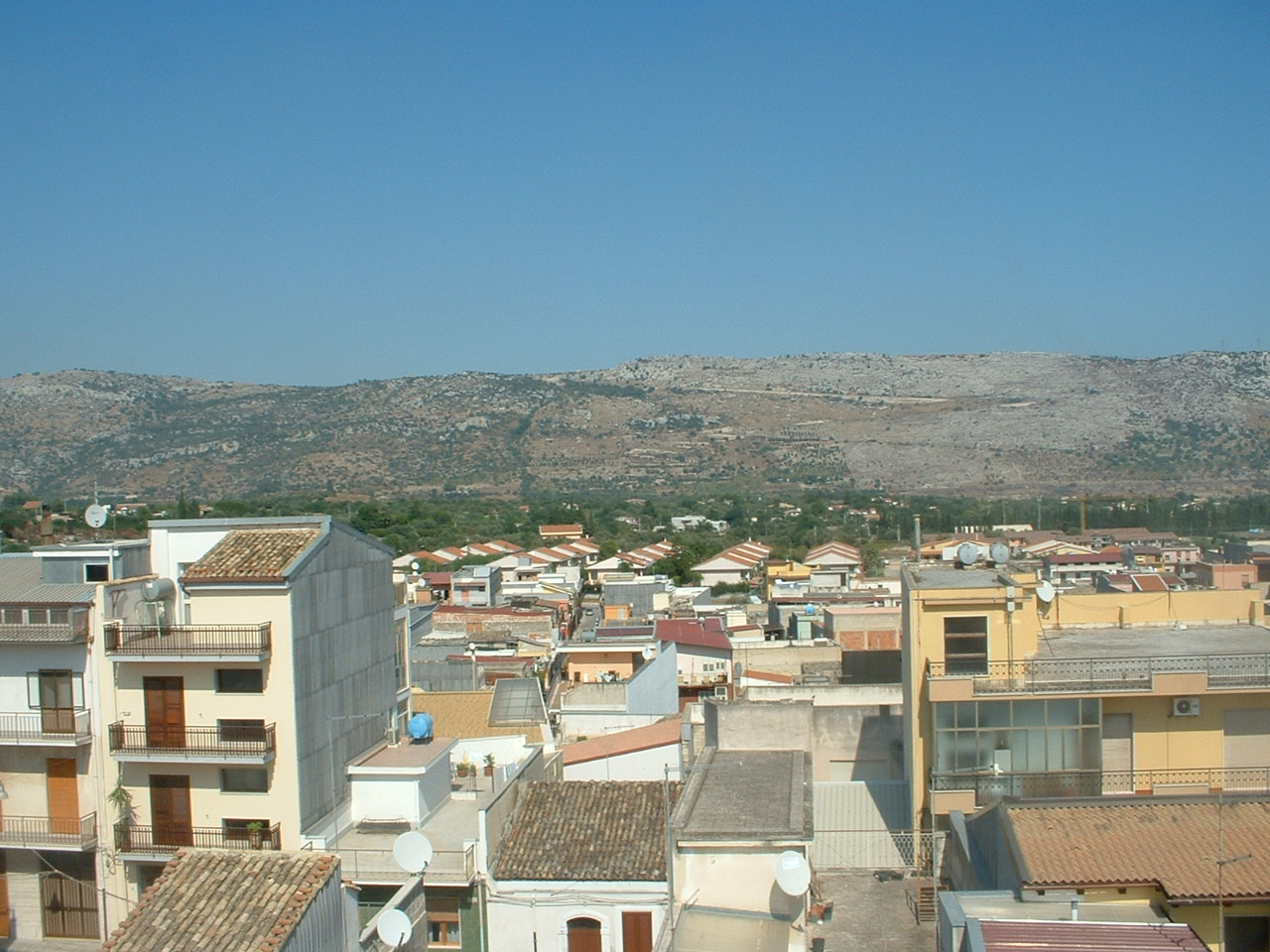
Solarino
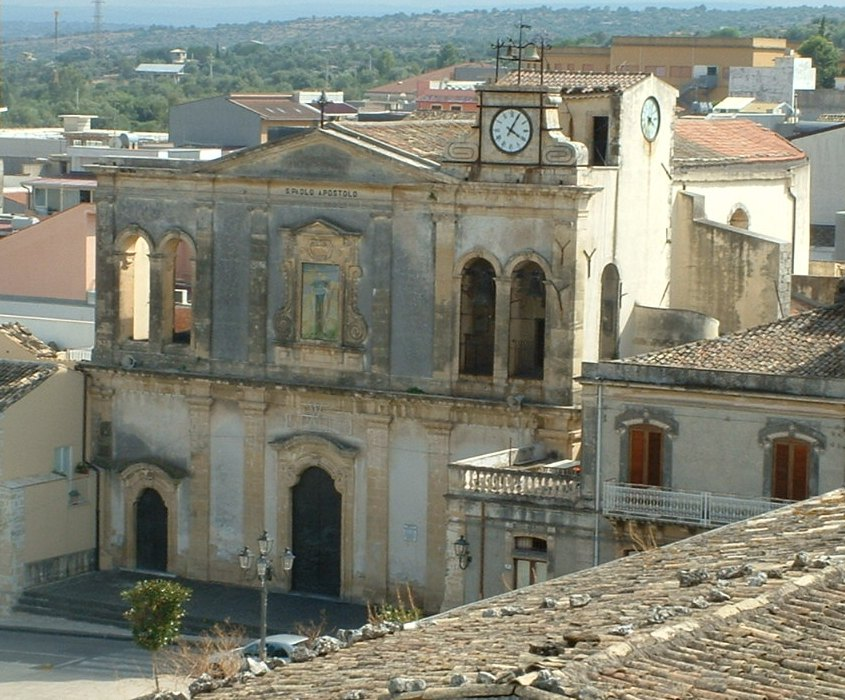
Parochiekerk van Solarino
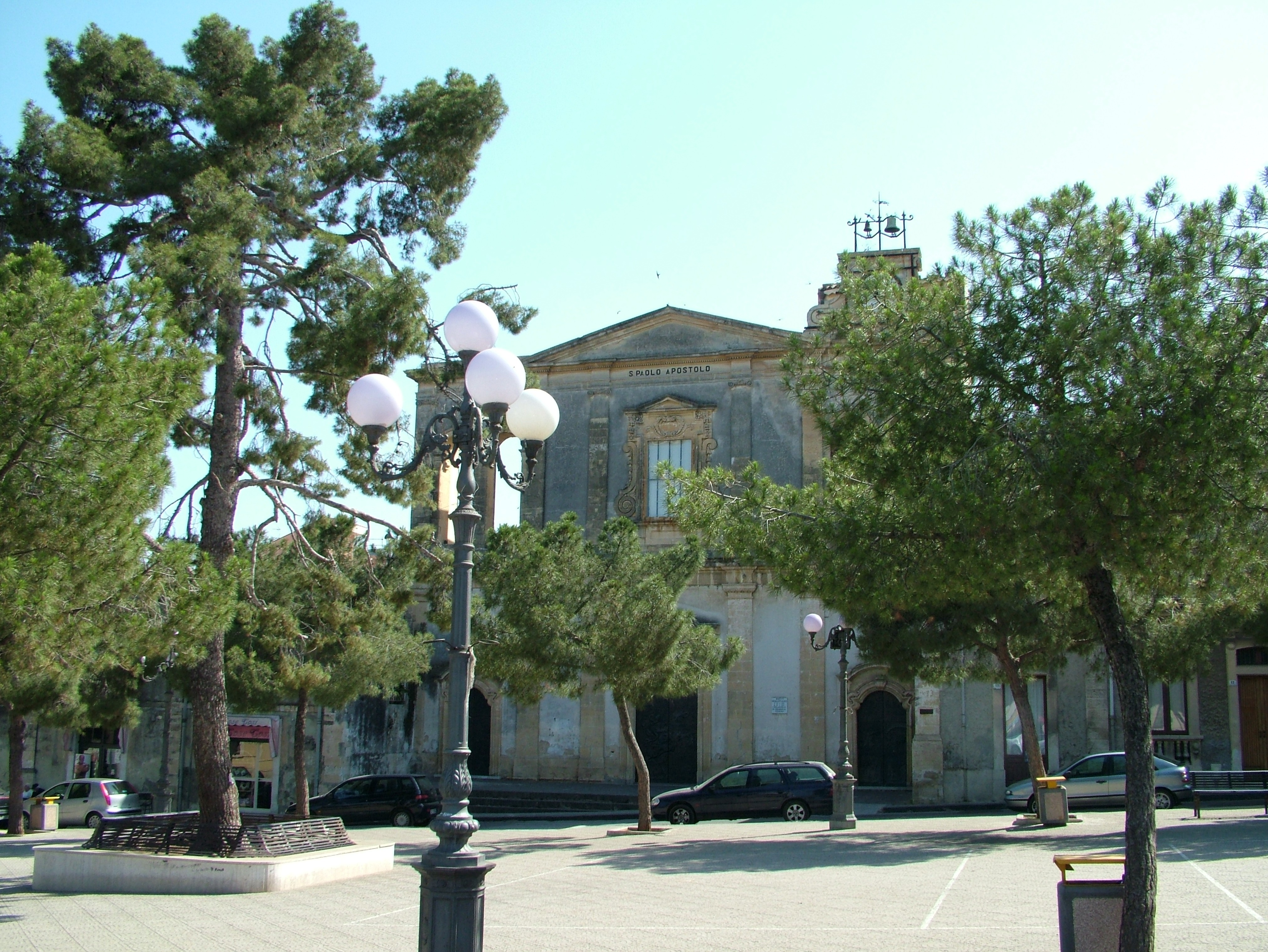
Kerk van San Paolo Apostolo, Solarino
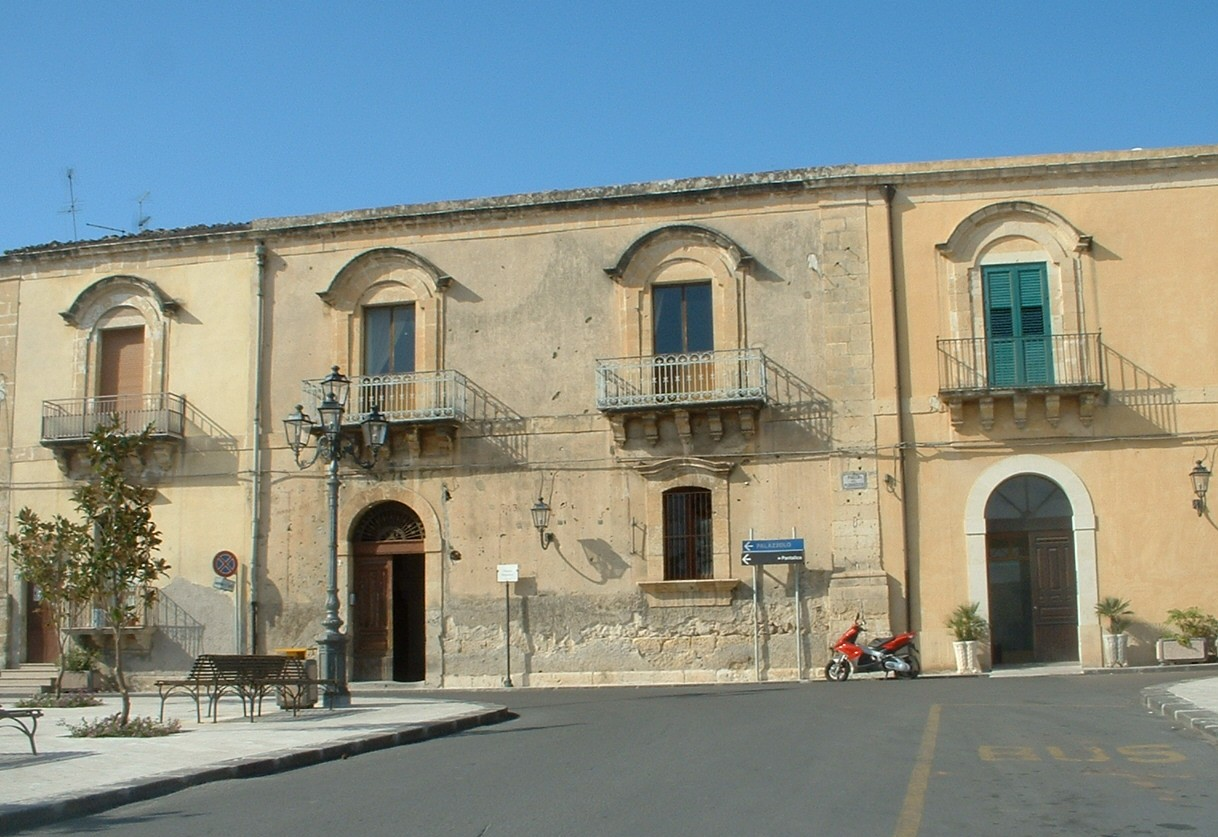
Palazzo Requisenz, Solarino
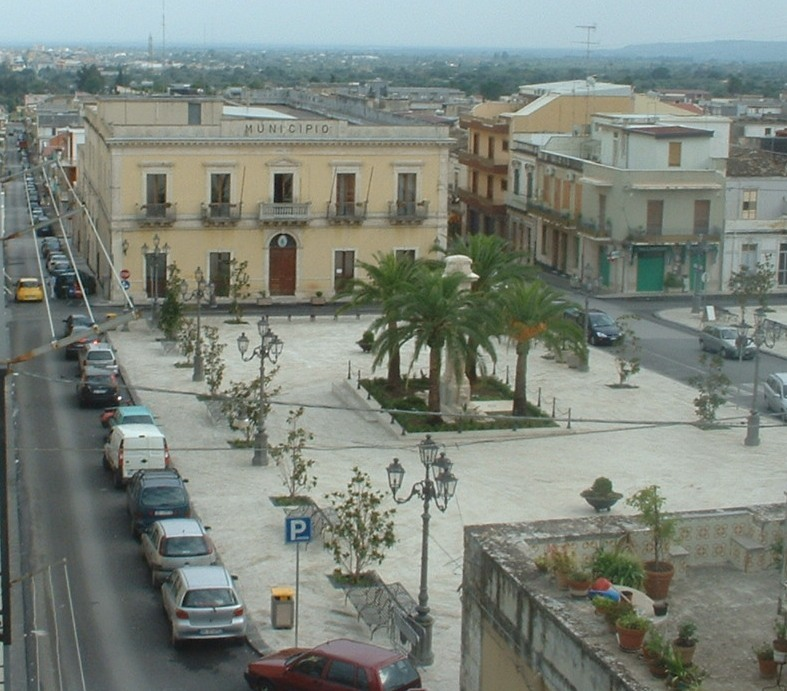
Piazza Plebiscito, Solarino

## Demografie
Solarino telt ongeveer 2453 huishoudens. Het aantal inwoners daalde in de periode 1991-2001 met 0,7% volgens cijfers uit de tienjaarlijkse volkstellingen van ISTAT.
| Jaar | Inwoneraantal |
| ---- | ------------- |
| 1991 | 7252          |
| 2001 | 7199          |

## Geografie
De gemeente ligt op ongeveer 165 m boven zeeniveau.
Solarino grenst aan de volgende gemeenten: Floridia, Palazzolo Acreide, Priolo Gargallo, Siracusa, Sortino.